# Neues Schloss (Nejdek)

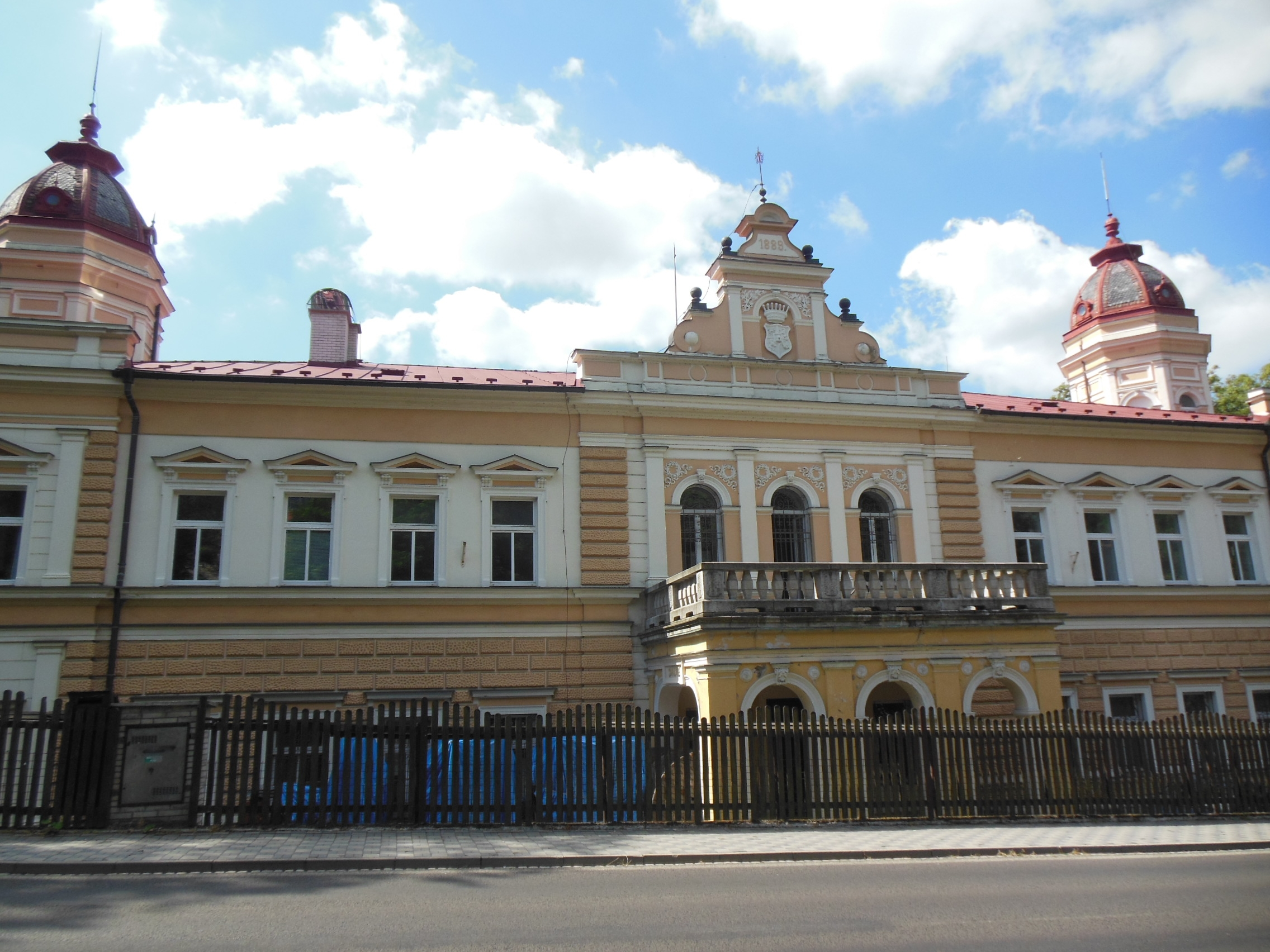
Schloss Neudek

Das neue Schloss (tschechisch Zámek Nejdek) befindet sich an der Straße Karlovarská in der tschechischen Stadt Nejdek (deutsch Neudek) im Erzgebirge.

## Baugeschichte
Nachdem das alte Schloss in Nejdek baufällig und unbewohnbar geworden war, veranlasste Graf Humprecht Czernin um 1652 den Bau eines neuen Schlossgebäudes, dabei wurde vermutlich Baustoff vom alten Schloss verwendet. Möglicherweise wurde der Bau schon unter seinem Vater Graf Hermann Czernin begonnen. Das ursprünglich einfache zweigeschossige Gebäude, das an der Außenfassade mit einer Uhr und Glocke versehen war, beherbergte zwanzig Zimmer.
Zur Anlage gehörten weiter ein Oberburggrafen-Amtshaus mit Seitentrakt, ein Wirtschaftsgebäude und ein herrschaftliches Brauhaus mit Stallung sowie eine Schlosskapelle. Pfarrer Kirchner berichtet in einer Urkunde darüber: „Das jetzige herrschaftliche Schloss hat Humprecht Czernin erbaut; ein Glöcklein und Uhr waren darauf, dann das Oberburggrafenamtshaus und Brauhaus.“ Zum Schloss wurde auch eine neue Schlossgasse angelegt, das sogenannte „herrschaftliche Humprechtsfeld“. Die neue Ansiedlung die der Graf seinen Unterthanen als Baugrund mit Zinsungen überließ, bildete dabei den Schlossbezirk.

Im Jahre 1786 erfolge ein Umbau durch Graf Johann Nepomuk von Hartig, nachdem das Schloss auch zeitweise „Hartigsburg“ genannt wurde. Dessen Nachfolger Graf von Stiebar veranlasste den freien Grund unterhalb des Schlosses mit neuen Holzhäusern zu bebauen. Von 1817 bis 1833 war das Gebäude in Besitz von Jakob Veith, der es seinem Schwiegersohn Freiherr Heinrich von Kleist vermachte. Dieser veranlasste 1841 eine Renovierung. Am 26. Juni 1857 brach im Schloss ein Feuer aus. Da große Teile des Gebäudes aus Holz bestanden und kein Löschwasser zu Stelle war, brannten der Dachstuhl und die Zimmerdecken komplett ab. Auf Grund einer drohenden Einsturzgefahr musste das Gebäude schließlich ganz abgebrochen werden. Erhalten blieben nur die Kellergewölbe. Der Wiederaufbau des Schlosses erfolgte noch im gleichen Jahr in seiner ungefähren heutigen Gestalt.    

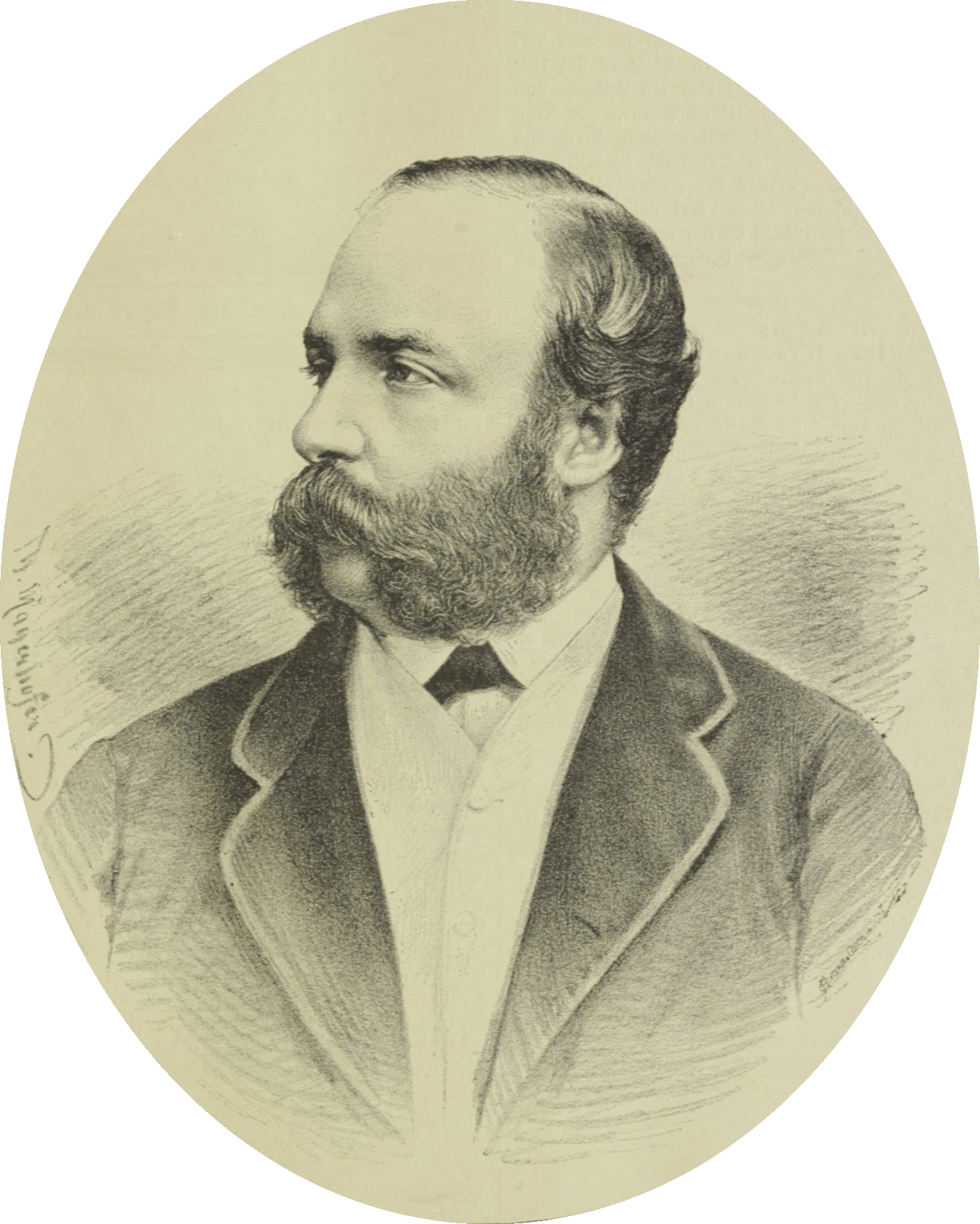
Moritz von Königswarter ließ das Schloss im Stil der Neorenaissance umbauen

1881 erwarb der in Wien lebende jüdische Bankier Moritz Freiherr von Königswarter Schloss und Herrschaft von Anna von der Asseburg, der einzigen Tochter des Freiherrn von Kleist. Dieser ließ 1889 das Schlossgebäude im Neorenaissancestil überbauen und mit einem neuen Dach versehen und an der Nordseite ein Portal mit Balken errichten. 1908 gelangte der Bau samt Herrschaft an den böhmischen Religionsfonds, der das alte und neue Schloss sowie Wirtschaftsgebäude 1909 an die Norddeutsche Wollkämmerei & Kammgarnspinnerei veräußerte.
Die Wirtschaftsgebäude und das alte Brauhaus wurden zwischen 1912 und 1913 abgetragen. Erhalten blieb der große Bierkeller, der im Zweiten Weltkrieg als Luftschutzkeller diente.

## Schlosskapelle
Ursprünglich gehörte zum Schloss eine Kapelle, geweiht der unbefleckten Empfängnis Mariens, die schon mindestens seit 1787 nachweisbar ist und Anfang des 19. Jahrhunderts baufällig geworden war. Sie stand an der Stelle der dort später errichteten Kunzmann-Villa und war mit dem Schlossgebäude durch einen gewölbten unterirdischen Gang verbunden.

## Galerie

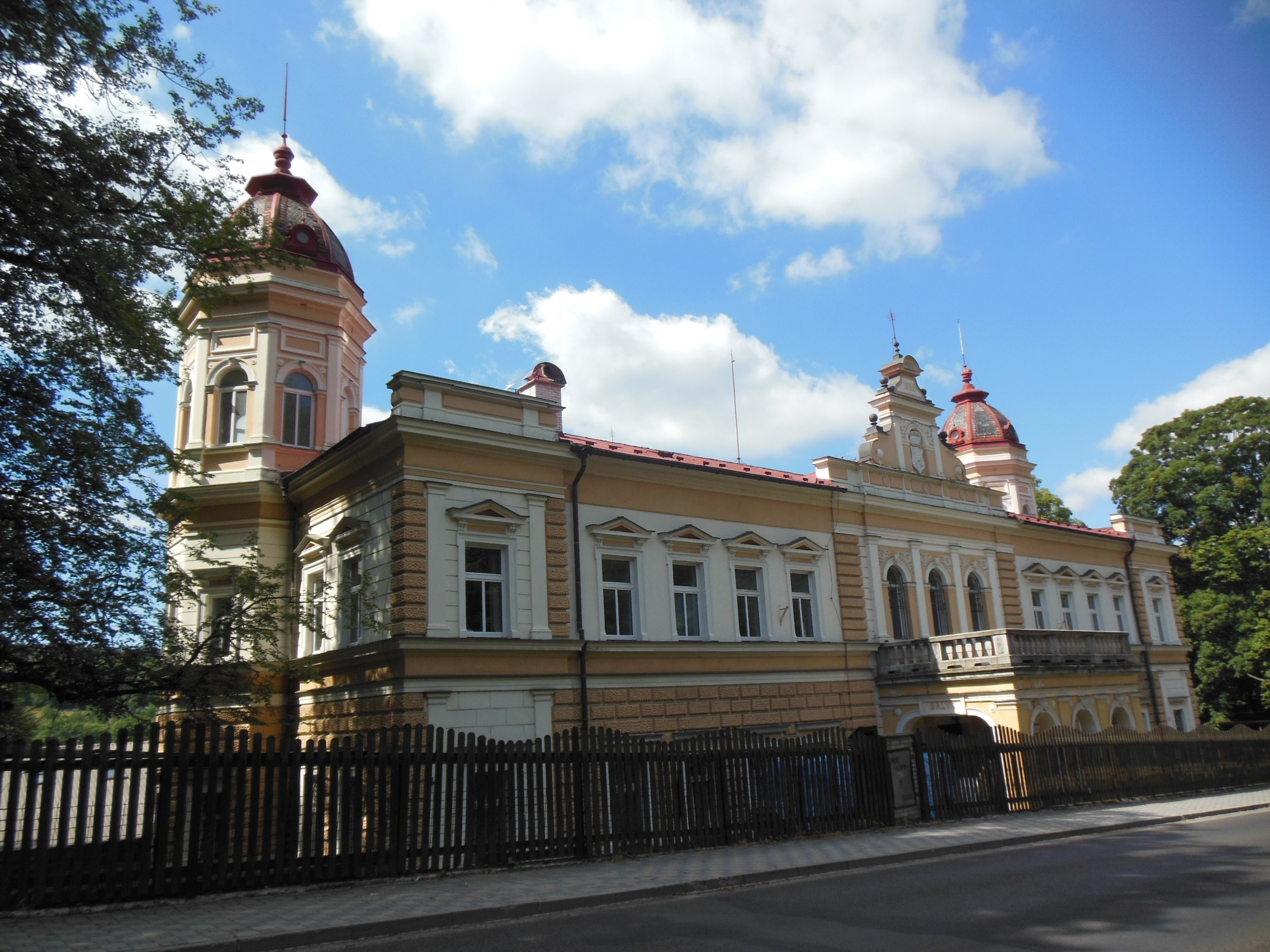
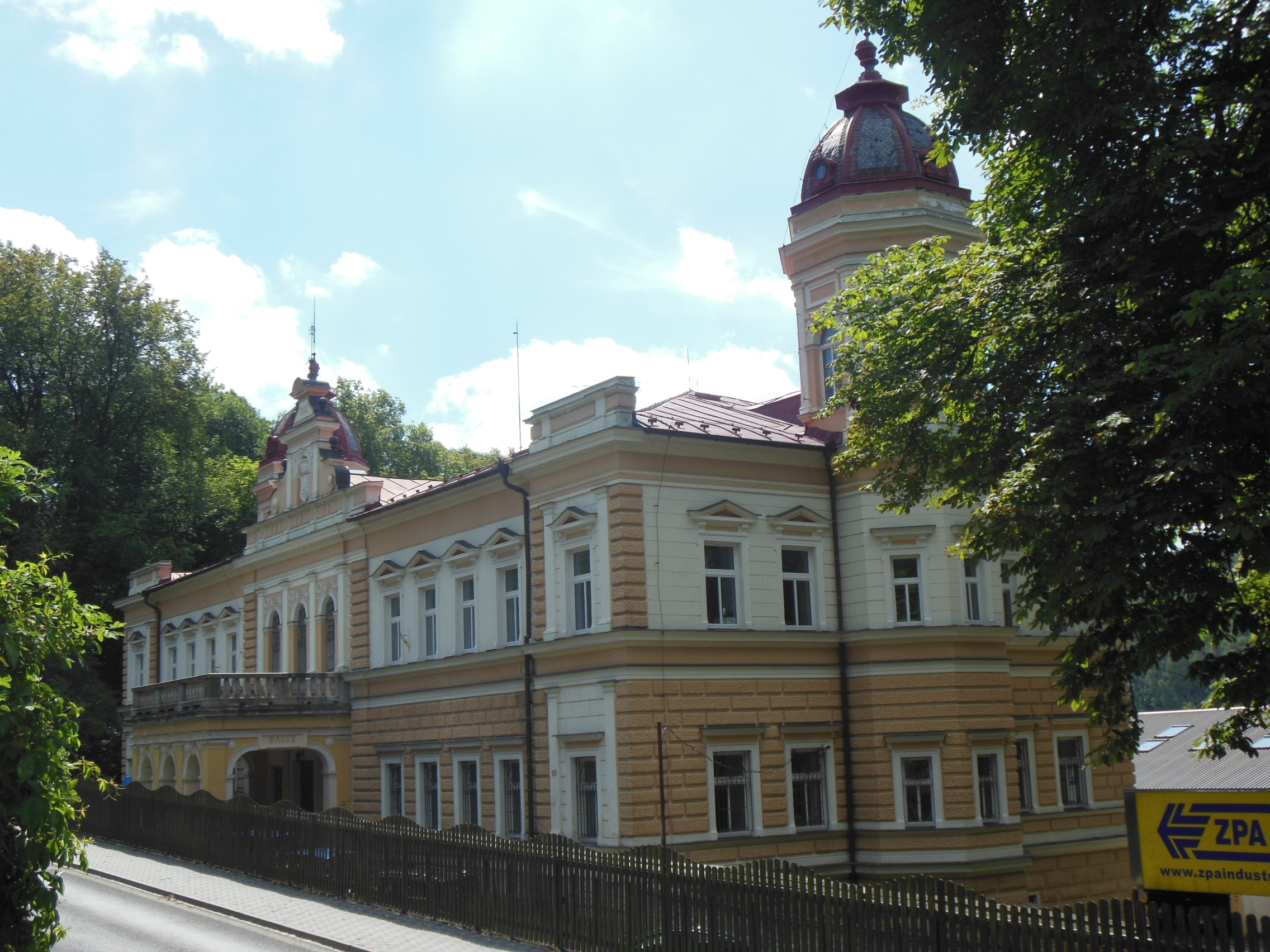
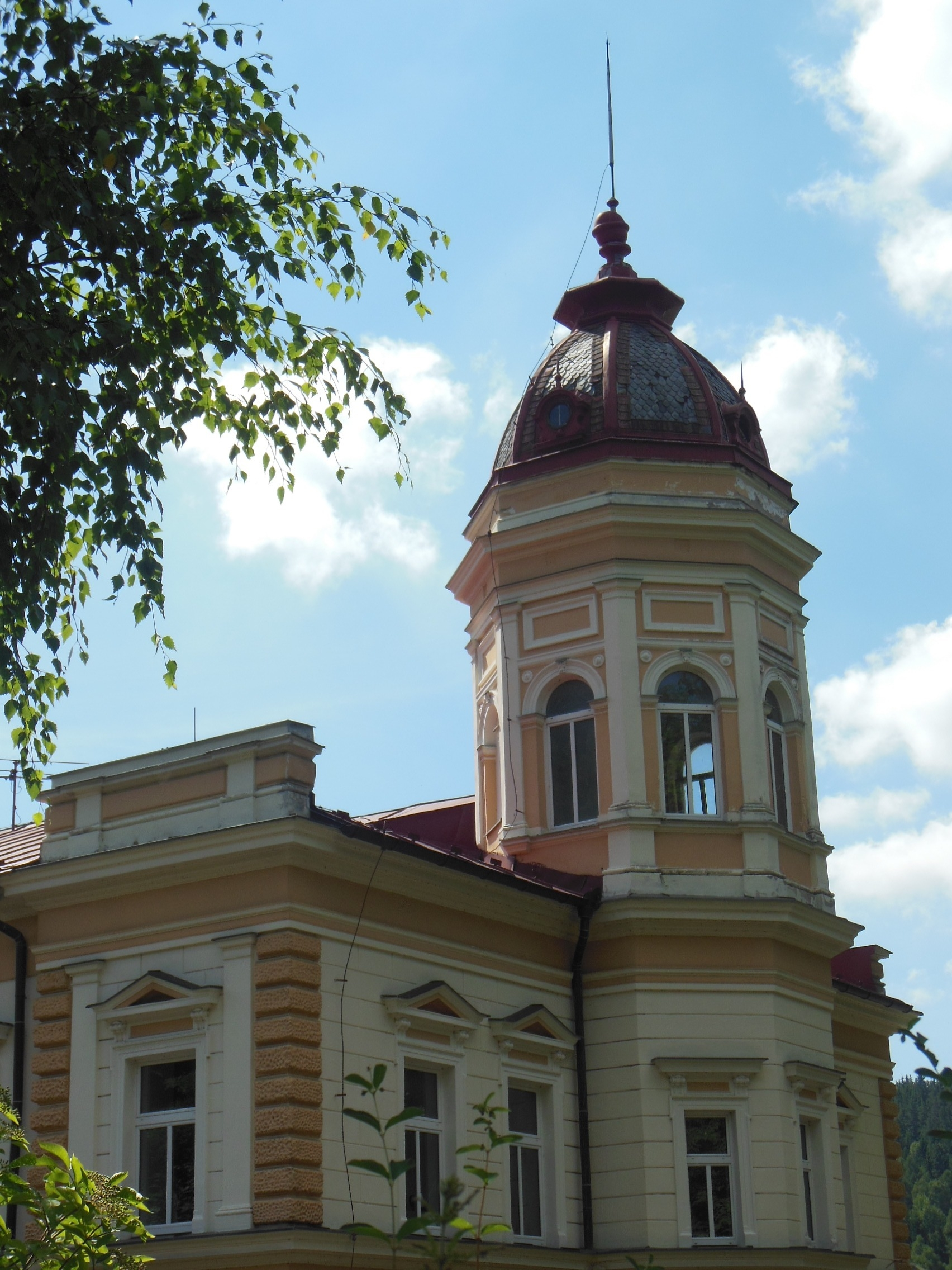
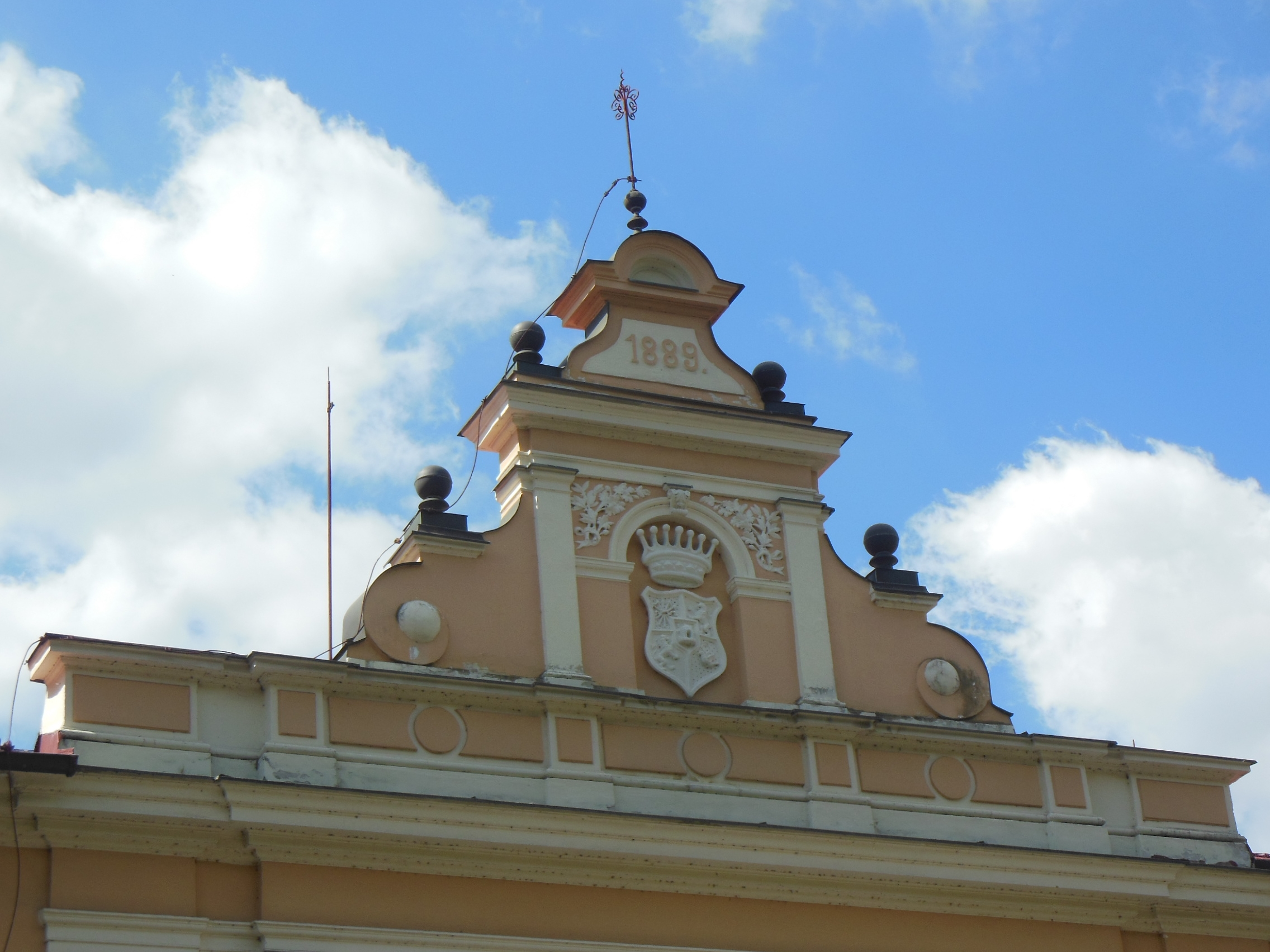